# Fort Oest
 Fort Oest  (títol original en anglès: Station West) és una pel·lícula dels Estats Units del 1948, dirigida per Sidney Lanfield. Ha estat doblada al català

## Argument
El tinent Haven, dels serveis secrets de l'exèrcit americà, està encarregat d'investigar sobre l'homicidi de dos soldats, transportadors d'un carregament d'or. Arribat d'incògnit a una petita ciutat del Far West, no triga a conèixer Charlene, bonica i misteriosa jove, sota l'encant de la qual cau.

## Al voltant de la pel·lícula
- Fort Oest  és l'únic western rodat per Dick Powell
- Raymond Burr (actor famós per les sèries de televisió Ironside / Perry Mason ) interpreta aquí un advocat covard i jugador.
- Agnes Moorehead, que ha actuat en pel·lícules com Ciutadà Kane o Dark Passage, ha rodat igualment en la sèrie de televisió Bewitched (Embruixada) on feia el paper d'Endora.

## Repartiment
- Dick Powell: Tinent Haven, serveis secrets de l'exèrcit
- Jane Greer: Charlene/Charlie
- Agnes Moorehead: Madame Mary Caslon
- Tom Powers: Capità George Isles
- Gordon Oliver: Prince
- Steve Brodie: sotstinent Stellman
- Guinn 'Big Boy' Williams: Mick Marion
- Raymond Burr: Mark Bristow, advocat
- Regis Toomey: Jim Goddard, conductor, investigador de la Wells Fargo
- Olin Howlin: El cuiner
- John Berkes: Sam, el pianista sord
- Charles Middleton: El xerif
- Grant Withers (no surt als crèdits): Whitey